# Ernst Howald
Ernst Howald, latinisiert auch Ernestus Howald (* 20. April 1887 in Bern; † 8. Januar 1967 in Ermatingen) war ein Schweizer klassischer Philologe.

## Leben
Nach der Reifeprüfung am Zürcher Gymnasium studierte Howald in Heidelberg, München und Zürich Klassische Philologie. In Zürich wurde er auch 1909 mit der Dissertation Die Anfänge der literarischen Kritik bei den Griechen promoviert und 1912 habilitiert (Untersuchungen zur Technik der euripideischen Tragödien). Im gleichen Jahr heiratete er Anna, die Tochter von Carl Schröter.
1918 wurde Howald an der Universität Zürich zum Nachfolger des kurz zuvor pensionierten und bald darauf verstorbenen Professors Hermann Hitzig ernannt. Er hatte den Lehrstuhl bis zu seiner Emeritierung 1952 inne. Im akademischen Jahr 1938/1939 und 1939/1940 war er Rektor der Universität Zürich.
Howald pflegte interdisziplinäre Studien mit Henry Ernest Sigerist, Ernst Meyer und mit Emil Staiger. Seit 1955 gehörte er dem Wissenschaftlichen Beirat der Sachbuchreihe 
Rowohlts deutsche Enzyklopädie an. 
Howald beschäftigte sich besonders mit dem Neuhumanismus und dem Gesamtbild der Antike. In seinem Buch Die Kultur der Antike (1948) betonte er: „Die Substanz, die kulturelle Materie Europas, ist ohne Zweifel in allererster Linie vom Christentum bestimmt.“

## Schriften

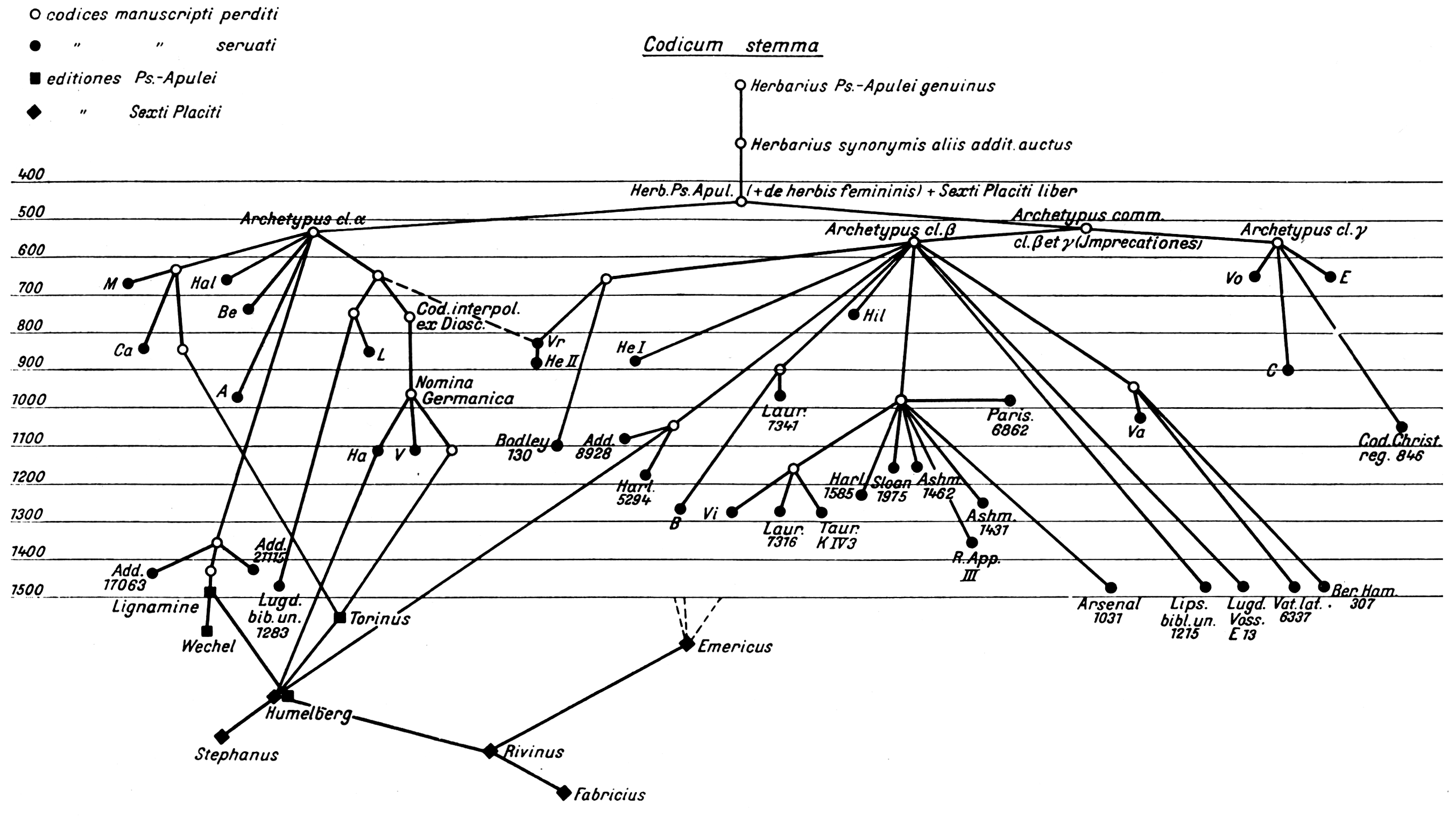
Klassifizierung der Apuleius-Handschriften nach Howald / Sigerist 1927.

- als Hrsg. mit Henricus E. Sigerist: Antonii Musae De Herba Vettonica Liber. Pseudoapulei Herbarius. Anonymi De Taxone Liber. Sexti Placiti Liber Medicinae ex Animalibus etc. Teubner, Leipzig/Berlin 1927 (= Corpus medicorum latinorum. Band 4).[2]
- als Hrsg.: Johann Jakob Bachofen, Versuch über die Gräbersymbolik der Alten. In: Johann Jakob Bachofen, Gesammelte Werke. Mit Benutzung des Nachlasses herausgegeben von Karl Meuli. Basel 1943–1967, Band 4 (1954).